# حبيب (ملحن)
حبيب (بالفارسية: حبیب محبیان) هو كاتب أغاني ومغني وملحن إيراني، ولد في 26 سبتمبر 1952 في أرومية في إيران، وتوفي في 10 يونيو 2016 في رامسر في إيران بسبب نوبة قلبية.

## وصلات خارجية
- الموقع الرسمي
- حبيب على موقع ميوزك برينز (الإنجليزية)
- حبيب على موقع ديسكوغز (الإنجليزية)